# Gourdou-Leseurre A
Gourdou-Leseurre A (někdy též GL.a nebo Gourdou-Leseurre C.1, později zpětně přeznačený na GL.1 C.1) byl prototyp stíhacího letounu vzniklý ve Francii v roce 1918.:s.267

## Vznik a vývoj
Jednalo se o konvenční vzpěrový hornoplošník (parasol) s pevným ostruhovým podvozkem s hlavními koly spojenými průběžnou osou. Pilot seděl v otevřeném kokpitu. Smíšená konstrukce draku byla s výjimkou dřevěných žeber křídla z větší části tvořená ocelovými trubkami. Potah letounu byl plátěný, mimo náběžné hrany křídla pokryté překližkou,:s.266 a plechového krytu motoru. Počáteční letové zkoušky prototypu vedly k závěru, že jeho letové vlastnosti překonávají většinu tehdejších stíhacích dvouplošníků se stejným motorem Hispano-Suiza 8Ab a bylo objednáno sto exemplářů typu. Další testování však vedlo ke zjištění nutnosti úprav, zahrnujících snížení celkové hmotnosti stroje a zesílení vzpěr křídla.:s.267 To vedlo ke zrušení objednávky sériové výroby, a provedené změny konstrukce posléze vedly k vývoji úspěšnějšího následovníka Gourdou-Leseurre B.

## Specifikace
Údaje podle:s.267

### Technické údaje
- Osádka: 1
- Délka: 6,60 m
- Rozpětí: 9,00 m
- Výška: 2,30 m
- Nosná plocha: 16,65 m²
- Prázdná hmotnost: 600 kg
- Vzletová hmotnost: 785 kg
- Pohonná jednotka: 1 × osmiválcový vidlicový motor Hispano-Suiza 8Ab
- Výkon pohonné jednotky: 180 hp (134 kW)

### Výkony
- Maximální rychlost: 242 km/h (ve výši 1 000 m)
- Dostup: 6 000 m
- Stoupavost:
  - Výstup do výše 1 000 m: 2 minuty a 25 sekund
  - Výstup do výše 2 000 m: 5 minut a 16 sekund
  - Výstup do výše 3 000 m: 8 minut a 43 sekund
  - Výstup do výše 5 000 m: 20 minut a 10 sekund
- Vytrvalost letu: 1 hodina a 30 minut

### Výzbroj
- 2 × synchronizovaný kulomet Vickers ráže 7,7 mm